# Castelo de Uppsala
O Castelo de Uppsala ou Upsália (em sueco: Uppsala slott) é um edifício histórico na cidade sueca de Uppsala, localizado no topo do monte Kasåsen, a 41 m de altitude.
Começou a ser erigido em 1549, no reinado de Gustavo Vasa, como fortificação defensiva. Em 1702, um incêndio de grandes proporções deixou o castelo completamente em ruínas. A sua reconstrução foi iniciada em 1744, tendo recebido a sua forma atual em 1757.
Hoje em dia, é a residência oficial do governador do condado de Uppsala, albergando ainda o Salão Real (Rikssalen), o Museu de Arte de Uppsala (Uppsala konstmuseum), a Casa da Paz (Fredens hus) e o Castelo de Vasa (Vasaborgen).
Neste castelo tiveram lugar alguns acontecimentos relevantes da história da Suécia:
- 1593 - Sínodo de Uppsala (Uppsala möte), onde foi decidido que a Suécia continuaria a ser luterana e não católica.[7]
- 1567 - Assassinato dos Sture (Sturemorden), em que o rei Érico XIV, num ataque de fúria, tirou a vida a cinco nobres acusados de conspiração contra o monarca.[8]
- 1617 - Coroação do rei Gustavo II Adolfo[3]
- 1629 - Decisão do rei Gustavo II Adolfo da entrada da Suécia na Guerra dos Trinta Anos.[9]
- 1654 - Abdicação da rainha Cristina (drottning Kristinas tronavsägelse) [3]
- 1719 - Coroação da rainha Ulrika Elonora[7]

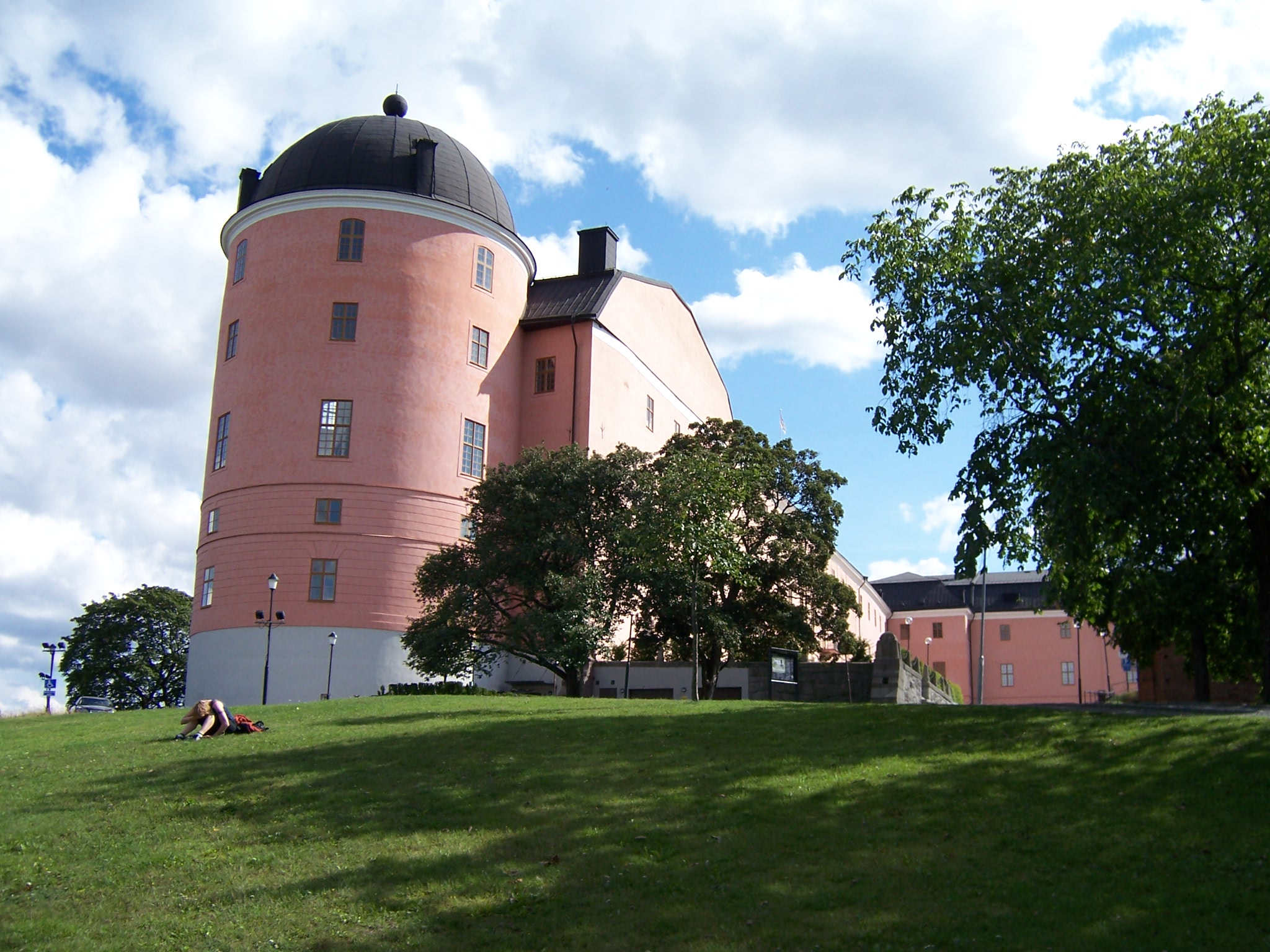
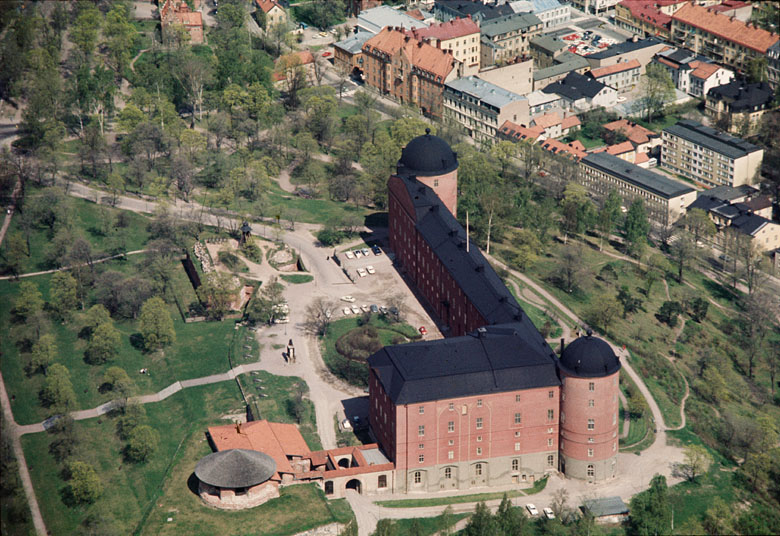